# Cresques Abraham
Cresques Abraham, född 1325 i Palma de Mallorca och död där 1387, var en judisk kartograf. Han är mest känd för Katalanska världskartan.

## Biografi
Cresques var son till Rabbi Abraham på Mallorca, som vid denna tid ingick i det aragoniska kungariket och främst befolkad av invandrare från Katalonien. Familjen bodde i det judiska kvarteret i Palma. Cresques var illustratör och kartograf. Han byggde klockor och kompasser. Omkring 1350 grundade han Mallorcas kartografskola.

### Katalanska världskartan

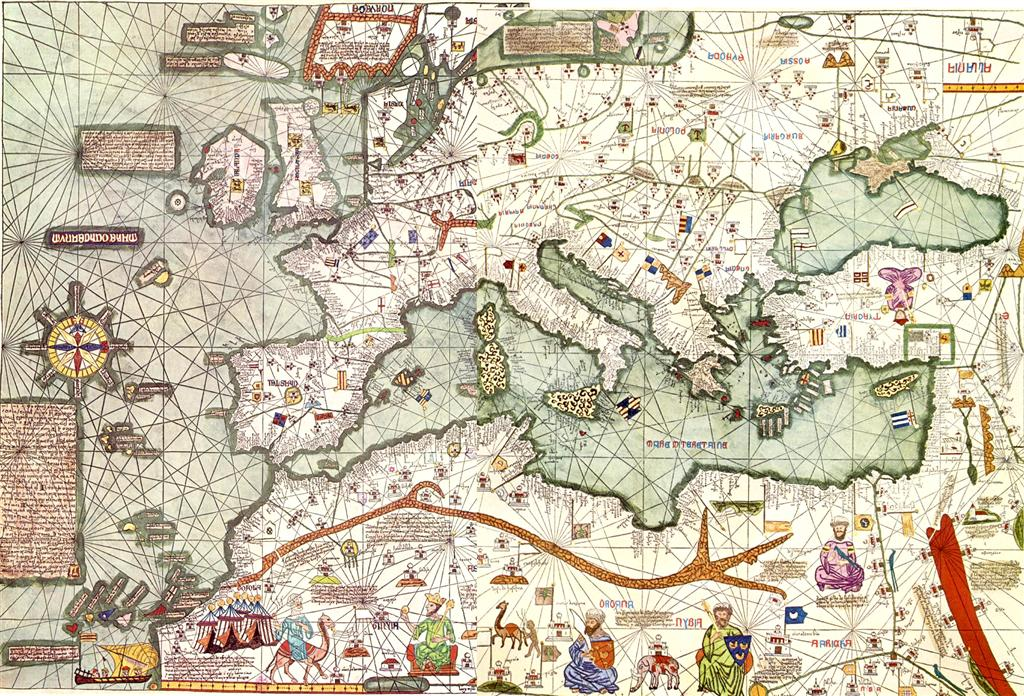
Del av Katalanska världskartan.

När Cresques fick beställningen på en ny världskarta blev hans son Jehuda (född 1360) hans assistent. År 1375 beställde prins Johan en ny världskarta till sin kusin prins Karl i Frankrike, som vid den tiden var sju år.

#### Bakgrund om medeltida världskartor
Under 1000 år har världskartor utvecklats allteftersom européernas kännedom om världen har ökat. 
- En av de första världskartorna var Tabula Rogeriana[c] utförd av Muhammad al-Idrisi 1154. Kungariket Sicilien styrdes då av ättlingar till norska vikingar.[3][4]

- På 1200-talet började arabiska och judiska kartografer framställa portolankartor.[5] Portolankartor var föregångare till dagens sjökort och beskrev de viktigaste hamnarna (porto) och kompassriktningar för kända rutter.

### Utformning
Katalanska världskartan är rikt illustrerad och den första kartan som avbildade en kompassros. Kartan sträckte sig från Atlanten till Kina och från Skandinavien till Maliriket i Västafrika.